# Delage D12
La D12 est une supercar hybride produite à 30 exemplaires par le constructeur automobile français Delage Automobiles à partir de 2023, pour des premières livraisons annoncées en fin 2024.

## Présentation

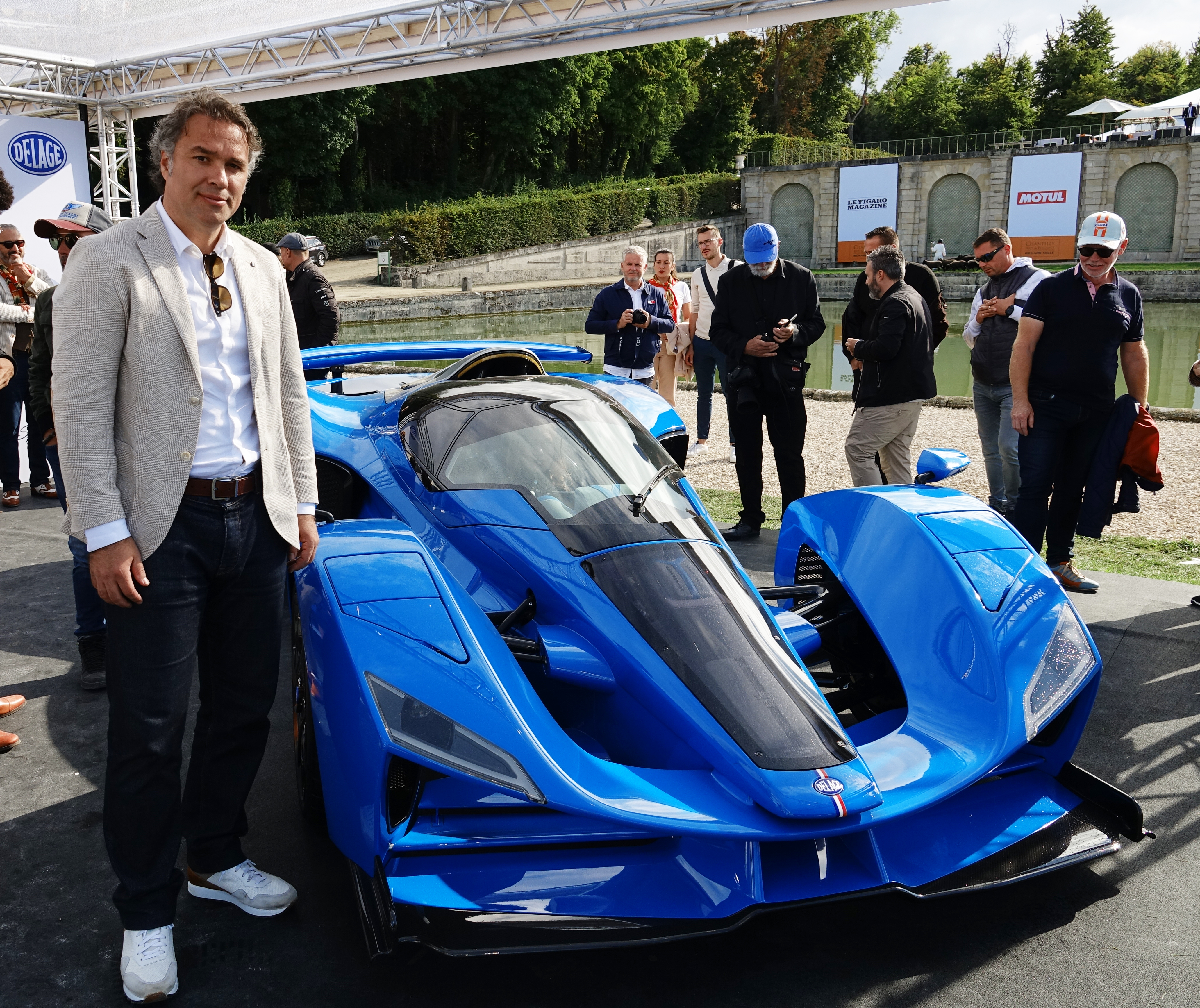
Laurent Tapie.

Le constructeur automobile français Delage a disparu en 1953. En novembre 2019, l'entrepreneur Laurent Tapie a signé un accord avec les propriétaires de la marque « Les Amis de Delage » afin de relancer la marque Delage Automobiles et produire l'hypercar hybride D12 à partir de 2023.  
Elle est capable d’abattre le 0-100 km/h en 2,4 secondes et d’atteindre les 360 km/h.[réf. nécessaire]
Surtout, elle affirme être la voiture homologuée pour la route « la plus proche jamais construite d'une Formule 1 »[réf. nécessaire].

### Speedster

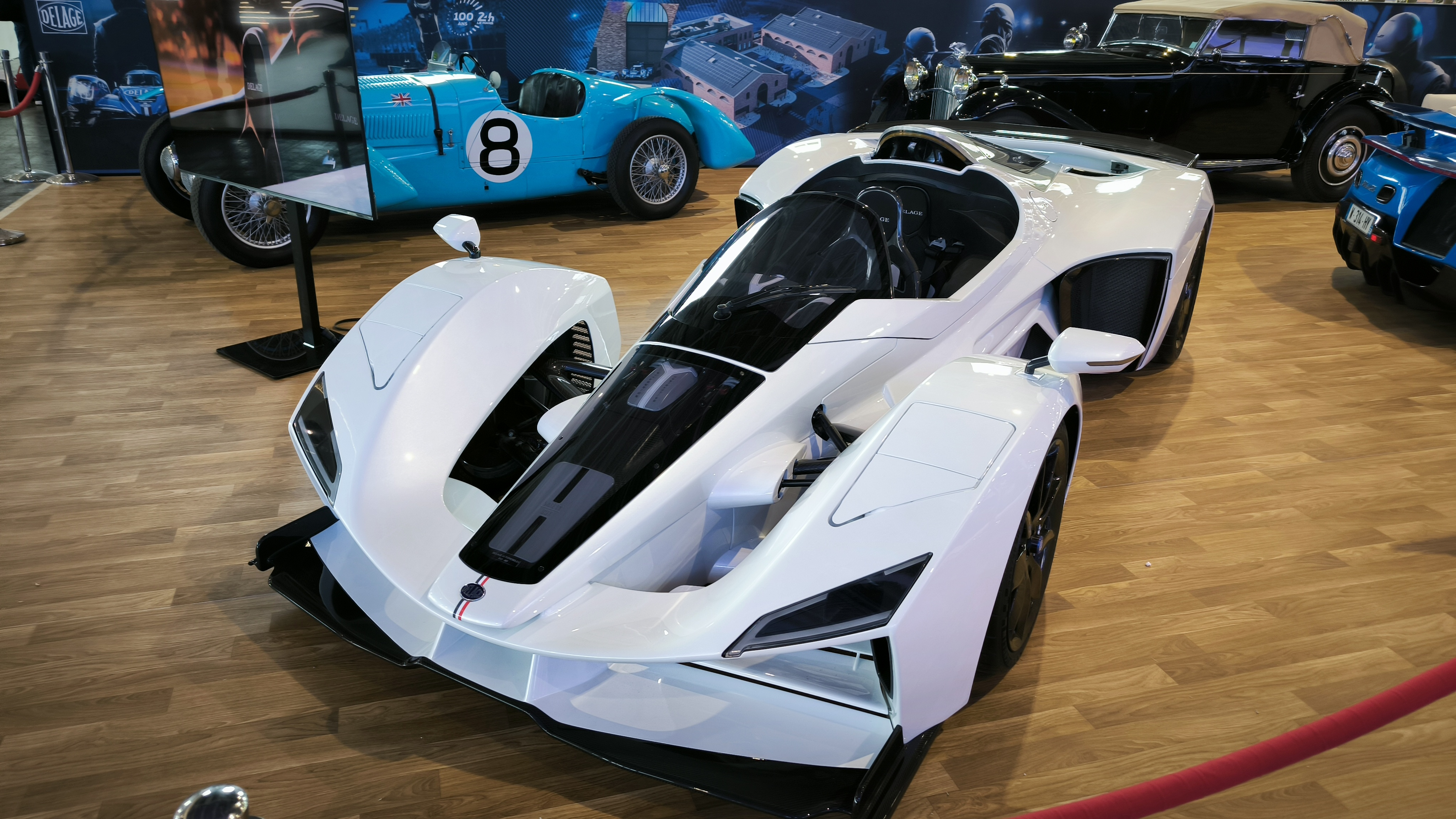
Delage D12 Speedster.

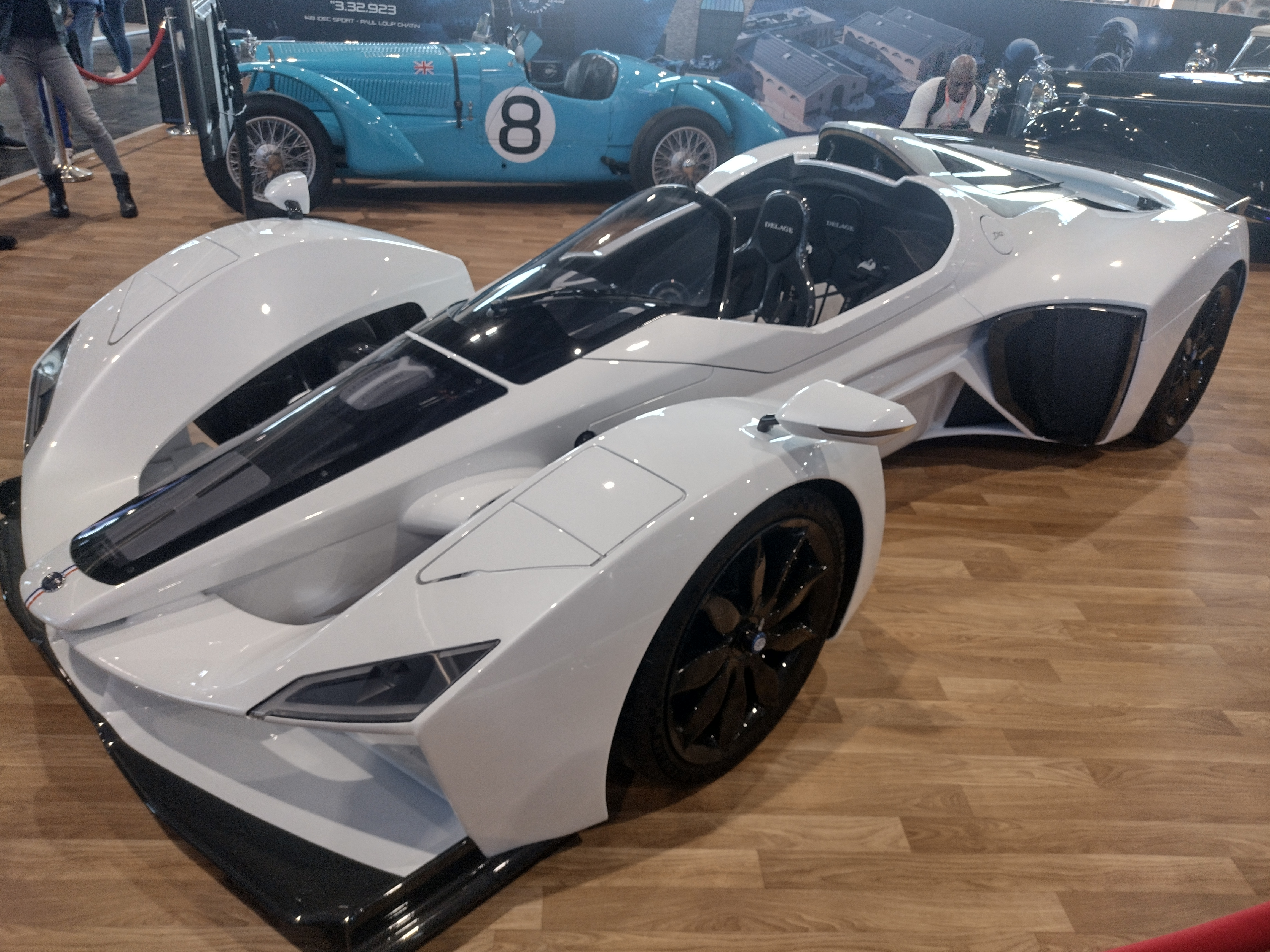
Delage D12 Speedster au Mondial de l'automobile de Paris 2024.

En septembre 2022, Delage présente la version Speedster de la D12.

## Historique
Les 10 et 11 décembre 2019 le constructeur ressuscité présente en première mondiale à une sélection de clients potentiels en Californie le Concept Car de la Delage D12. Deux versions sont annoncées : la D12 GT et la D12 Club. Toutes deux disposent du même chassis carbone, du même moteur V12 atmosphérique de 6,6 L développant 850 ch et du même moteur électrique développant jusqu'à 150 ch, pour une puissance totale de 1 000 chevaux. Toutes deux sont destinées à être homologuées sur route. C'est sur le poids que la fiche technique change : la Club gagne une quarantaine de kilos par rapport à la GT en remplaçant l'hydraulique de l'aérodynamique active par une partie fixe, le verre par du Lexan, et en retirant le « nose-lift » (système de levage du nez) de la GT.  
L'équipe technique de Delage est basée à Magny-Cours. Le champion du monde de F1 1997 Jacques Villeneuve sera chargé des réglages finaux de la voiture, afin que la conduite de la D12 sur route se rapproche le plus possible de la conduite d'une F1.
La D12 était annoncée au prix de deux millions d'euros en 2022, hors taxes et hors options. Elle sera produite à 30 exemplaires seulement. Les premières livraisons sont annoncées pour la fin de l'année 2024.

Delage D12 au Chantilly Arts & Elegance Richard Mille 2022
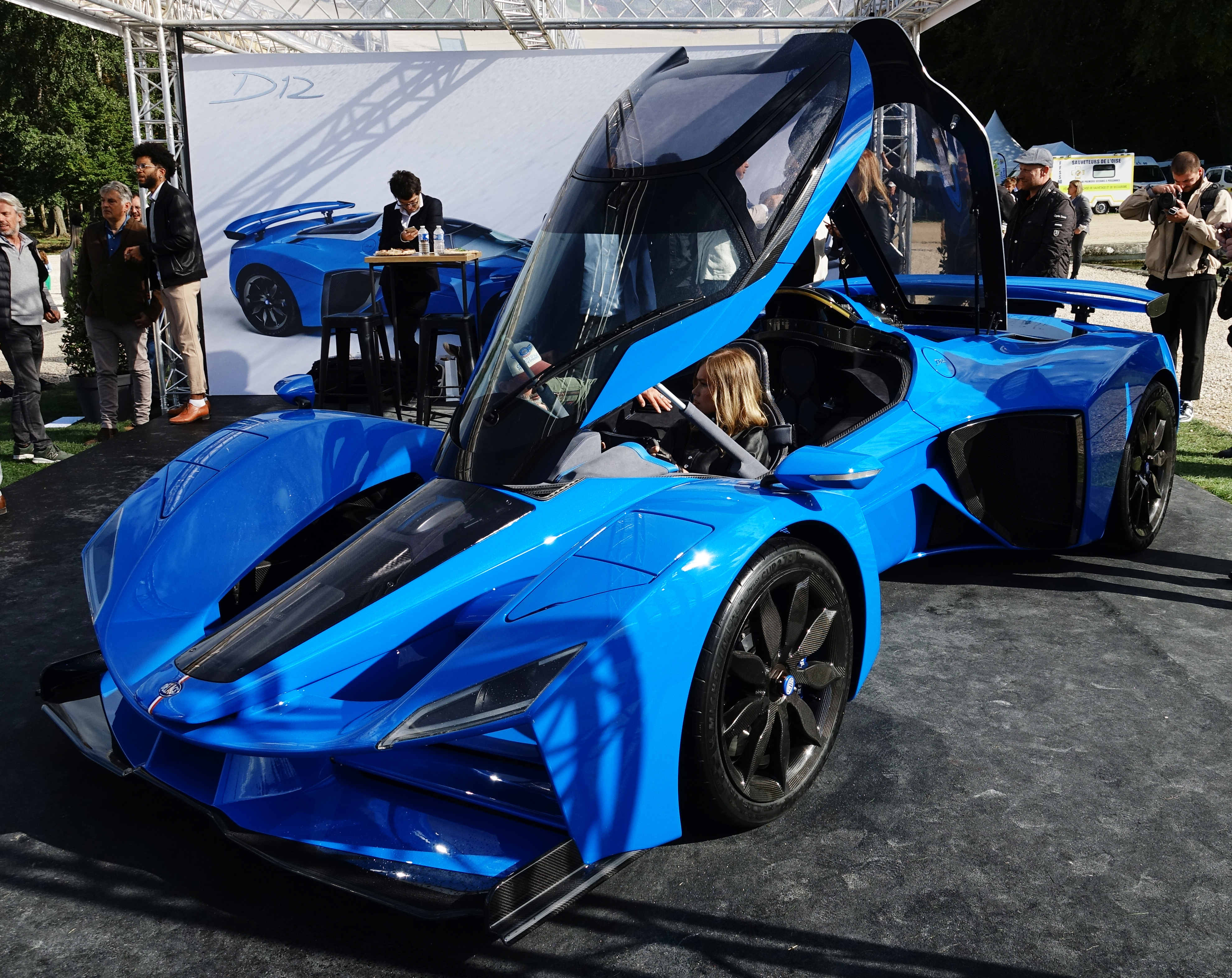
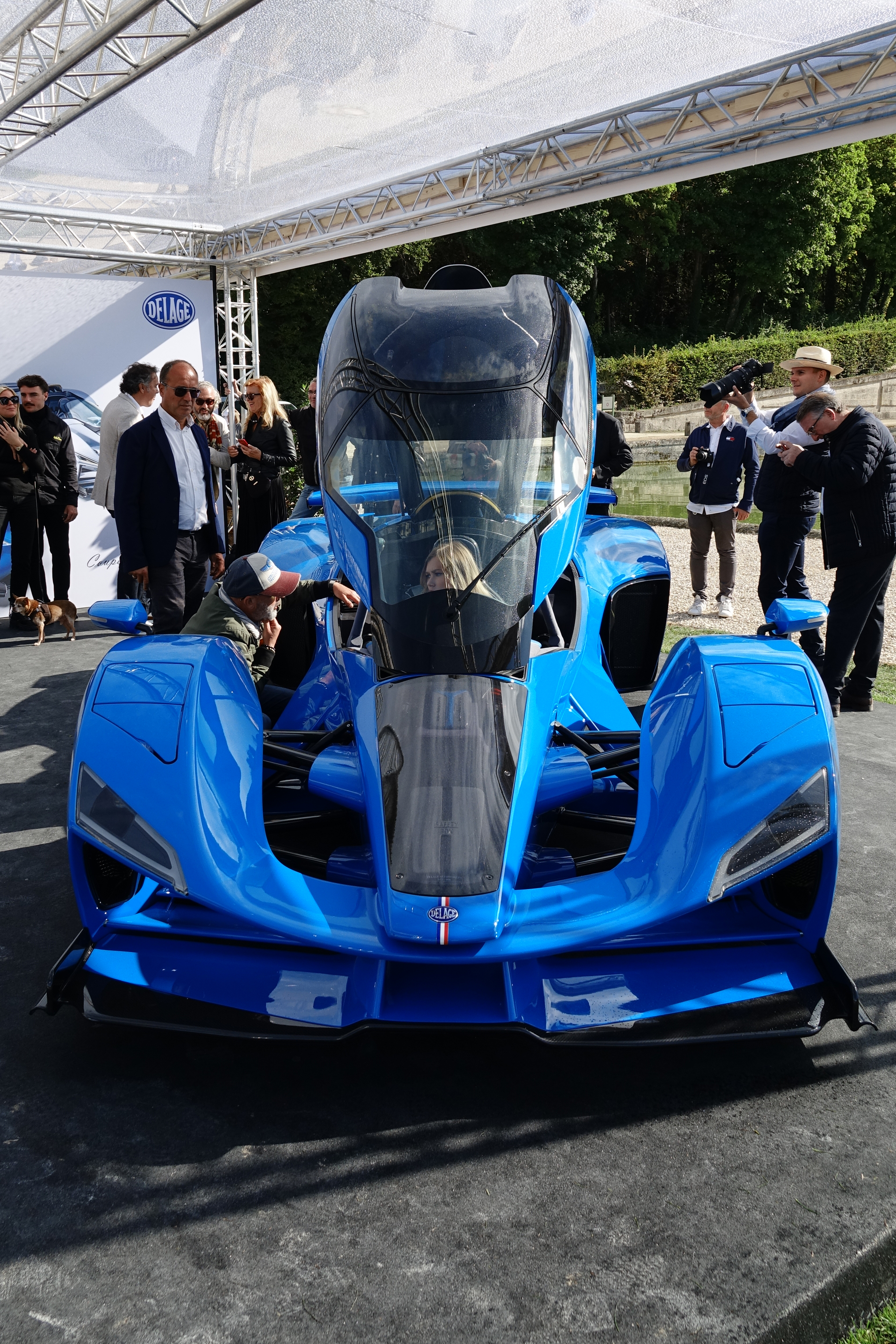
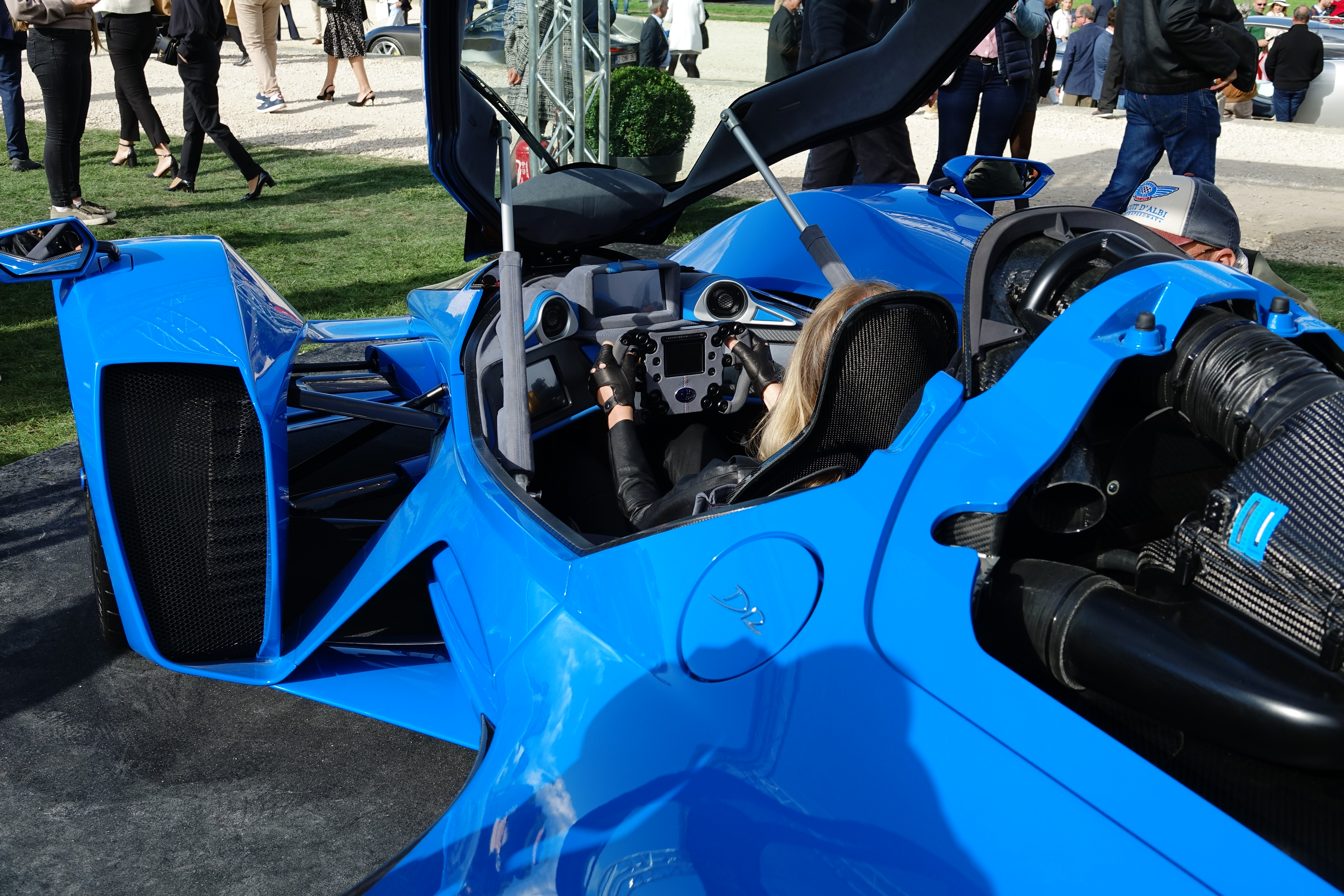
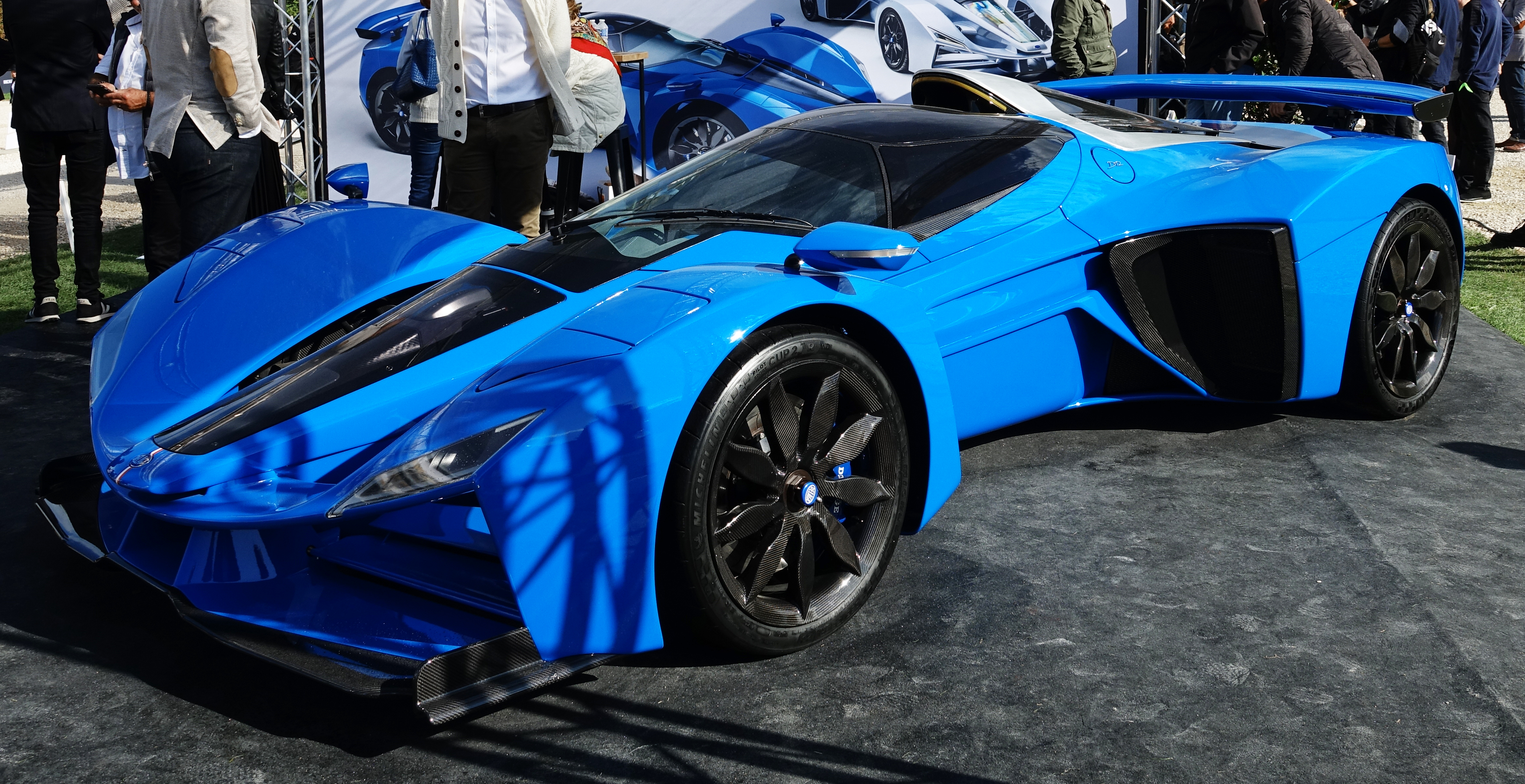
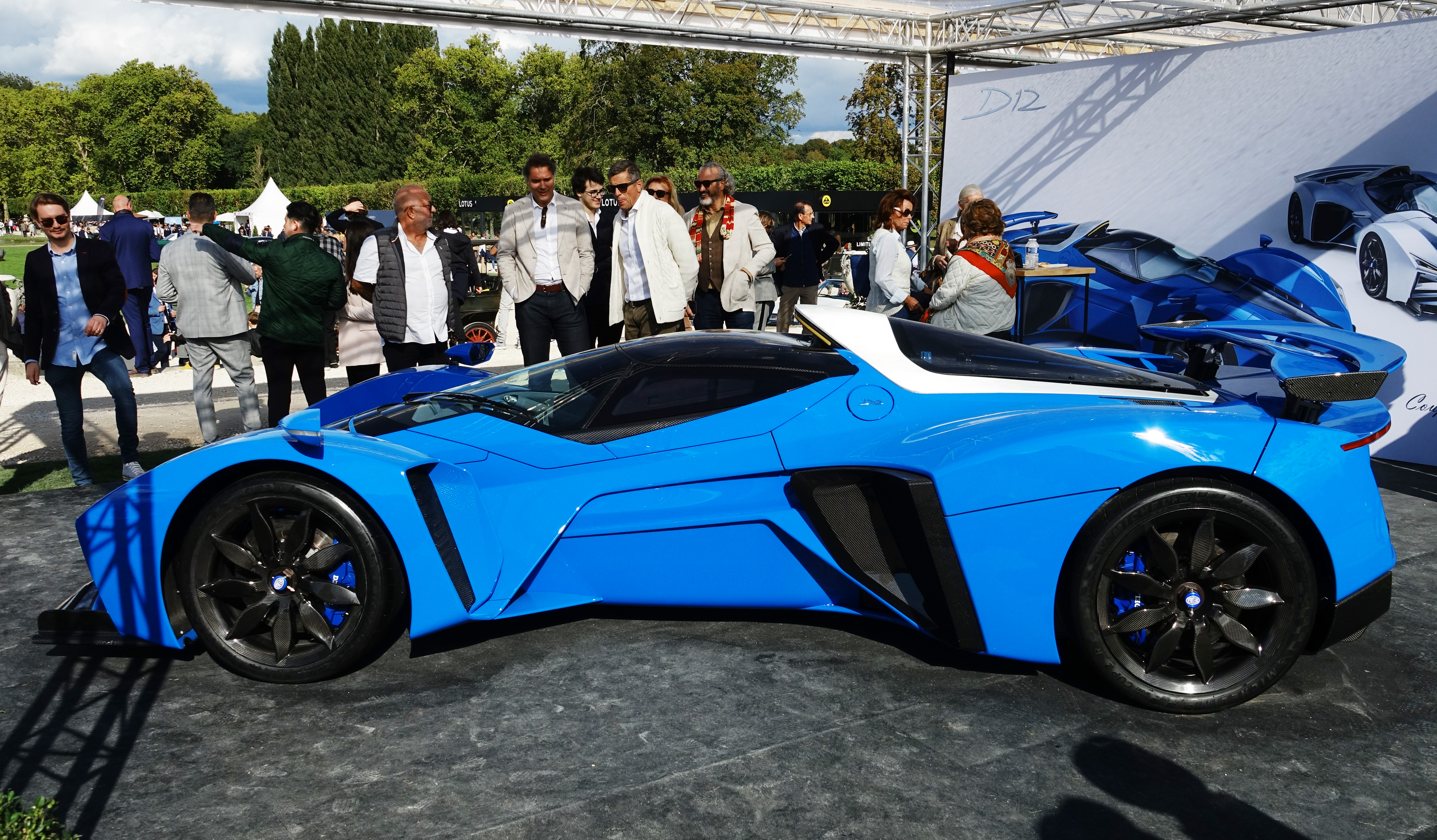
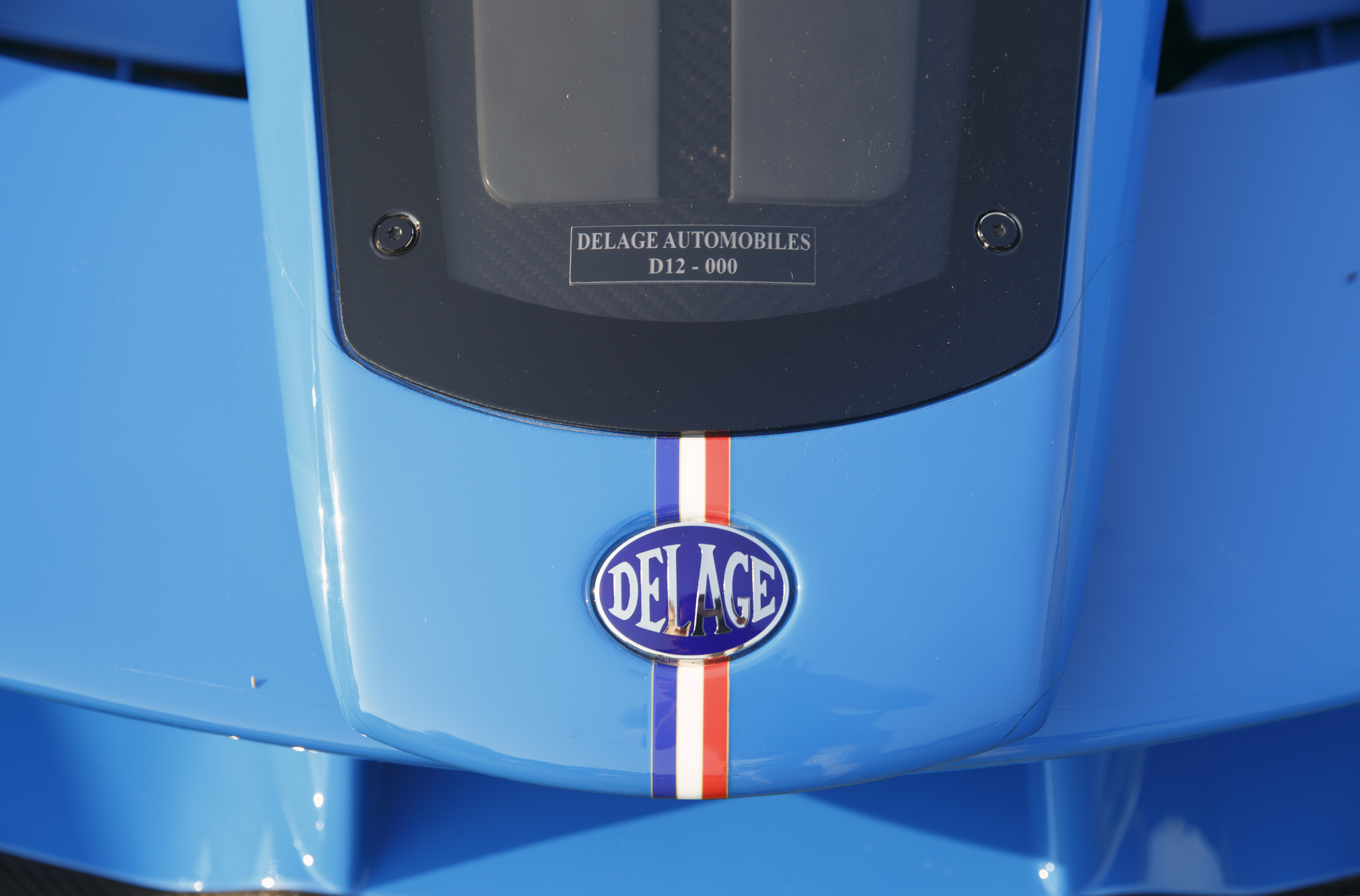

## Caractéristiques techniques

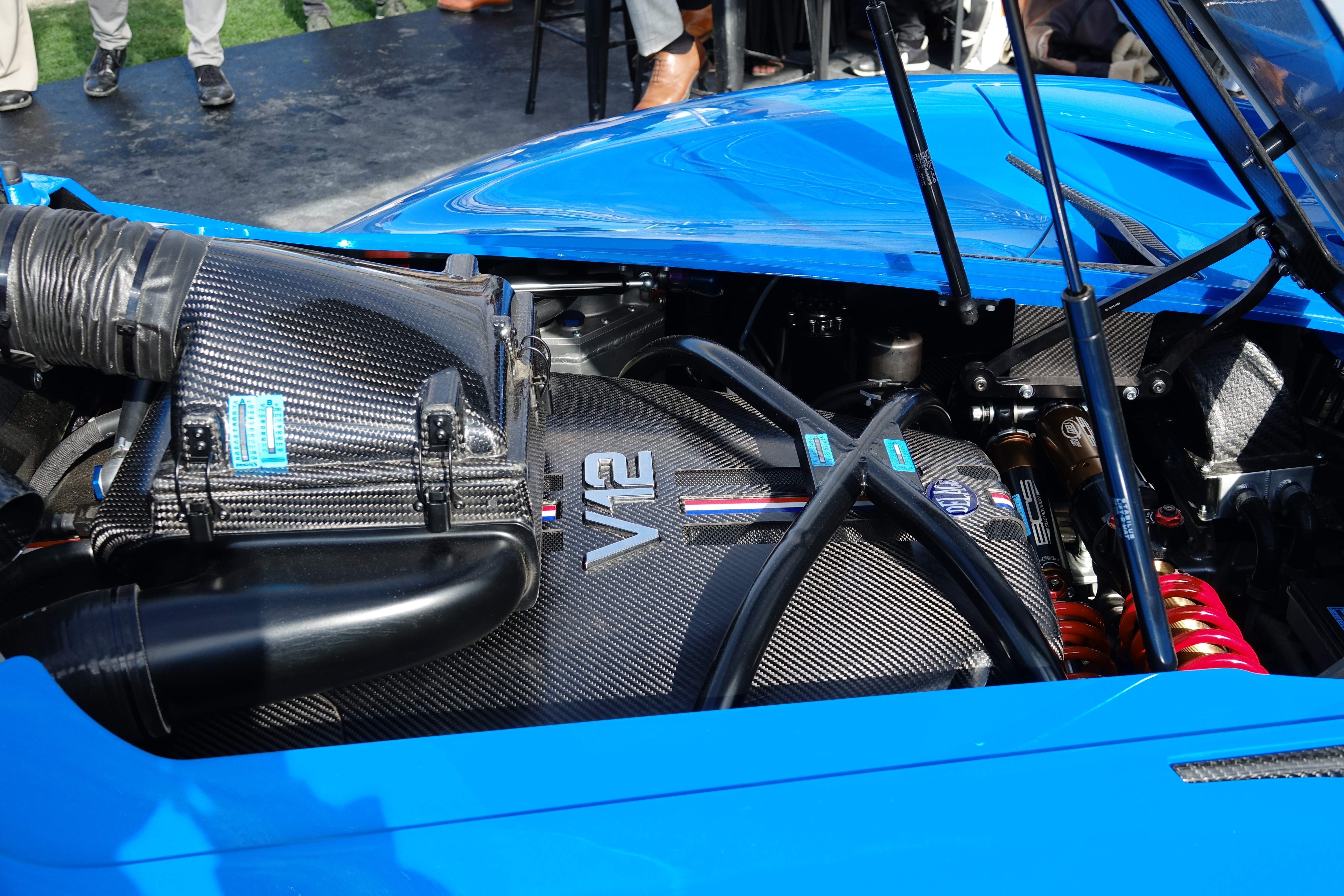
Le moteur V12 hybride de la D12.

- Moteur V12 Delage, 6,6 L, atmosphérique, 850 ch et moteur électrique à basse tension de 150 ch en pic de puissance ;
- Monocoque et crash-box frontale en carbone ;
- Carrosserie en carbone ;
- suspension contractive type F1 conçue et brevetée par Mauro Bianchi ;
- triple flux de refroidissement des freins, et refroidissement par l'effet « ventilateur » du design des jantes en carbone ;
- Aérodynamique active (ailerons avant, aérofreins, aileron arrière) ;
- Ouverture de la verrière à la façon d'un avion de chasse ;
- Position centrale de conduite. Une place passager derrière le pilote, en tandem.

## Concept car
La D12 est préfigurée par le concept car, proche de la série, Delage D12 Concept présenté le 10 décembre 2019 à Los Angeles aux États-Unis.

## D12 Speedster et «type F1»
Delage a dévoilé en septembre 2022 un système de conversion optionnel permettant de transformer le coupé D12 en une version Speedster, avec ou sans pare-brise (auquel cas avec un halo de protection type Formule 1).